# Heidelberg
Heidelberg je nemško mesto v zvezni deželi Baden-Württemberg. Leži med Stuttgartom in Frankfurtom na Majni, ob reki Neckar. Obsega površino 109 km² in ima okoli 150.000 prebivalcev.
Prvič je bilo omenjeno leta 1196. Univerza v Heidelbergu, ustanovljena leta 1386, je najstarejša univerza v Nemčiji in znana po vsem svetu. V Heidelbergu je tudi najstarejša ohranjena javna knjižnica (Heidelberška knjižnica), ustanovljena 1421.

## Geografija
Heidelberg leži v Porenju, na levem bregu spodnjega dela reke Neckar v strmi dolini hribovja Odenwald. Meji na gori Königsstuhl (568 m) in Gaisberg (375 m). Reka Neckar tukaj teče v smeri vzhod-zahod. Na desnem bregu reke se Heiligenberško hribovje dvigne do višine 445 m. Reka Neckar se izliva v reko Ren približno 22 kilometrov severozahodno v Mannheimu. Vasi, vključene v mesto v 20. stoletju so iz doline reke Neckar in vzdolž Bergstraße, ceste, ki teče skozi Odenwaldske hribe.
Heidelberg leži na evropski pešpoti E1 (Švedska-Umbrija).

### Flora in favna
Ker je Heidelberg med najtoplejšimi regijami Nemčije, so rastline netipične za ta del evropskega podnebja, vključno z mandlji in smokvami, pa tudi oljka raste v Gaisbergstraße. Poleg Filozofske poti (Philosophenweg) na nasprotni strani starega mestnega jedra, je leta 2000 ponovno zacvetelo vinogradništvo. 
Tukaj je divja populacija afriških papig aleksander (Psittacula krameri)  in divja populacija sibirskih labodjih gosi (Anser cygnoides), ki jih je mogoče videti predvsem na otokih v reki Neckar v bližnjem okrožju Bergheim.

### Upravna ureditev
Heidelberg je enotna skupnost v upravnem okrožju Karlsruhe. Obdaja ga okrožje Rhein-Neckar in ki ima svoj sedež v mestu, čeprav mesto ni del okrožja. Heidelberg je del  metropolitanske regije Ren-Neckar pogosto imenovane Rhein-Neckar Triangle (Rensko-nekarski trikotnik) Ta regija je sestavljena iz južnega dela zvezne dežele Hessen, južnega dela zvezne dežele Porenje - Pfalška (Vorderpfalz), upravnega okrožja Mannheim in Heidelberg in južnih občin okrožja Rhein-Neckar.  Rhein-Neckar Triangle je postalo evropsko metropolitansko območje v letu 2005.
Heidelberg je sestavljen iz 15 okrožij, razdeljenih v šest četrti mesta. V osrednjem delu so Altstadt (Staro mesto), Bergheim in Weststadt, na severu sta Neuenheim in Handschuhsheim, na vzhodu sta Ziegelhausen in Schlierbach, na jugu so Südstadt, Rohrbach, Emmertsgrund in Boxberg, na jugozahodu je Kirchheim, na zahodu sta Pfaffengrund, Wieblingen in nova okrožja imenovana Bahnstadt, zgrajena na zemljišču v Weststadt in Wieblingen. Nov okraj bo imel približno 5.000 - 6.000 prebivalcev in zaposlitev.

### Klima
Heidelberg ima oceansko podnebje (KÖPPEN podnebna razvrstitev CFB), ki je določena z zaščiteno dolino med hribovjema Pfälzerwald in Odenwald. Čez celo leto so blage temperature, ki so posledica morskih zračnih tokov, ki prihajajo z zahoda. V nasprotju z bližnjim Zgornjim Porenjem, je položaj Heidelberga bolj podvržen pogostim vzhodnim vetrovom. Obronki Odenwalda prinašajo zamegljenost in padavine. Najtoplejši mesec je julij, najhladnejši januar. Temperature poleti pogosto presegajo 30 °C. Po mnenju nemške meteorološke službe, je bil Heidelberg najtoplejše mesto v Nemčiji leta 2009. 

## Zgodovina

### Zgodnja zgodovina
Pred 200.000 do 250.000 leti je Homo heidelbergensi umrl v bližnjem Mauerju. Njegova čeljust je bila odkrita leta 1907. Znanstveno datiranje njegovih ostankov kaže, da gre za najzgodnejši dokaz človeškega življenja v Evropi. V 5. stoletju pred našim štetjem, so Kelti zgradili trdnjavsko zatočišče in kraj čaščenja v Heiligenbergu ali Sveti gori. Oba kraja je še vedno mogoče identificirati. V letu 40 našega štetja je bila zgrajena utrdba, ki jo je zasedala 24. rimska kohorta in 2. Cirenajska kohorta (CCG XXIIII in CCH II CYR). Rimljani so zgradili in vzdrževali castrum (stalni tabor) in signalni stolp na bregu Neckar. Zgradili so lesen most, ki je bil temeljen na kamnitih stebrih. Tabor je ščitil prva civilna naselja, ki so se razvila okrog. Rimljani so ostali do leta 260, ko so tabor osvojila germanska plemena.

### Srednji vek
Današnji Heidelberg lahko sledi svojim začetkom v peto stoletje. Vas Bergheim je prvič omenjena v tem obdobju v dokumentih, ki segajo v leto 769. Bergheim zdaj leži sredi sodobnega Heidelberga. Ljudje so se postopoma pokristjanili. Leta 863 je bil ustanovljen samostan svetega Mihaela na Heiligenbergu, znotraj dvojnega obzidja Keltske trdnjave. Okoli leta 1130 je bil v dolini Neckar ustanovljen samostan Neuberg. Hkrati je škofija Worms razširila svoj vpliv v dolino in leta 1142 ustanovila samostan Schönau. Moderni Heidelbergu lahko sledi svojim koreninam v ta samostan iz 12. stoletja. Prvo referenco o Heidelbergu lahko zasledimo v dokumentu samostana Schönau iz leta 1196. Ta datum velja za ustanovitev mesta. Leta 1155 je Heidelberški grad in njegova sosednja naselja prevzela družina Hohenstaufen (Švabska dinastija). Conrad Hohenstaufen je postal pfalški grof (nemško: Pfalzgraf bei Rhein). Leta 1195 je Palatinat prešel s poroko v posest dinastije Welf (tudi Gvelfi), frankovske plemiške družine iz območja Meuse-Moselle, ki je bila znana že od 9. stoletja in je bila tesno povezana s cesarsko družino karolinške, ki je Gvelfom dala v fevd občine na Zgornjem Švabskem in v letu 888 kraljestvo Burgundije.
Leta 1225 je Ludvik I., vojvoda Bavarski pridobil Pfalško, zaradi česar je grad prišel pod njegov nadzor. V letu 1303 je bil zgrajen še en grad za obrambo. Leta 1356 so grofje Pfalški dobili daljnosežne pravice z  Zlato bulo in postali volilni knezi.
Leta 1386 je Rupert I., volilni knez Palatina, ustanovil Univerzo v Heidelbergu.

### Moderna zgodovina
Univerza v Heidelbergu je odigrala vodilno vlogo v dobi humanizma in reformacije in konfliktom med luteranstvom in kalvinizmom v 15. in 16. stoletju. Heidelberška knjižnica, ustanovljena leta 1421, je najstarejša obstoječa javna knjižnica v Nemčiji. Aprila 1518, nekaj mesecev po razglasitvi 95 tez, je bil Martin Luther pozvan v Heidelberg, da jih brani. Leta 1537 je bil grad, ki se nahaja na vzpetini nad mestom, uničen zaradi eksplozije smodnika. Vojvodska palača je bila zgrajena na mestu spodnjega gradu.
Volilni knez Friderik III, suveren Pfalške v letih 1559-1576, je naročil sestavo novega Katekizma za svoje ozemlje. Uvedba Katekizma je zahtevala sodelovanje »celotne teološke fakultete« in »vse nadzornike in ugledne uslužbence cerkve«. Za sestavo katekizma se pogosto kot glavnega avtorja omenja Zachariusa Ursinusa, Casparja Olevianusa (1536-1587) pa kot soavtorja, vendar je bila ta teorija v zadnjem času večinoma opuščena. Johann Sylvan, Adam Neuser, Johannes Willing, Thomas Erast, Michael Diller, Johannes Brunner, Tilemann Mumius, Petrus Macheropoeus, Johannes Eisenmengerjevo, Immanuel Tremellius in Pierre Boquin so vsi verjetno prispevali k Katekizmu. Friderik je sam napisal spremno besedo in pozorno nadziral njegovo sestavo in publiciranje. Friderik, ki je bil uradno luteranec, je imel močna reformna nagnjenja in je želel izenačitev svojega luteranskega verskega stanja znotraj predvsem katoliškega Svetega rimskega cesarstva. Tridentinski koncil se je takrat opredelil proti protestantizmu in Augsburški verski mir je priznal novo vero - luteranstvo - v cesarstvu.
V novembru 1619 je bila kraljeva krona Češke ponujena Frideriku V. (bil je poročen z Elizabeto, najstarejšo hčerjo Jakoba VI. Škotskega oziroma I. Angleškega), Friderik je postal znan kot Zimski kralj, saj je vladal samo za eno zimo, preden je cesarsko habsburško krono pridobil s silo. Njegovo strmoglavljenje leta 1621 je zaznamovalo začetek tridesetletne vojne. Leta 1622, po dvomesečnem obleganju vojske Katoliške lige, ki ji je poveljeval Johann T’Serclaes, grof Tilly, je bilo mesto zasedeno. Tilly je slavno Bibliotheco Palatino iz cerkve Svetega Duha, dal kot darilo papežu. Katoliška bavarska veja rodbine Wittelsbach je pridobila nadzor nad Pfalško in naziv volilnih knezov. Leta 1648, ob koncu vojne, je bil Friderika V. sin, Karel-Ludvik I., volilni knez, ki je bil sposoben, da si povrne svoje naslove in zemljišča.
Urbain de Maillé-Brézé se je boril v mnogih bitkah in sodeloval pri obleganju La Rochelle (1627-1628). Leta 1635 je osvojil Heidelberg in Speyer, skupaj z Jacques-Nompar de Caumontom, vojvodo de la Force, na čelu vojske Nemčije.
Da bi okrepil svojo dinastijo, je Friderik uredil poroko svoje hčerke Liselotte s Filipom I., vojvodo Orleanskim, bratom Ludvika XIV., kralja Francije. Leta 1685 je volilni knez Karel II., od Ludvika XIV. zahteval za svojo sestro dediščino. Nemci so zavrnili tožbeni zahtevek, deloma zaradi verskih razlik med lokalnimi protestanti in francoskimi katoličani, kot je protestantska reformacija razdelila narode Evrope. Sledila je vojna Velikega zavezništva. Leta 1689 so francoski vojaki prevzeli mesto in grad, in do leta 1693 območje skoraj popolnoma uničili. Posledica uničenja in ponavljajočih francoskih napadov, skupaj s hudimi zimami je bila, da se je v začetku 18. stoletja, na tisoče protestantskih Nemcev izselilo iz spodnjega Pfalškega. Zbežali so v druga evropska mesta, še posebej v London. V sočutju do protestantov je vlada kraljice Anne, med letoma 1709-1710, uredila prevoz skoraj 6.000 Nemcev v New York. Nekateri so bili prepeljani v Pensilvanijo in Južno Karolino.
Leta 1720, po dodelitvi več cerkva izključno v katoliško uporabo, je verski konflikt z večino protestantskih prebivalcev Heidelberga povzročil, da je rimskokatoliški volilni knez Karel-Filip III. prenesel svoje stalno prebivališče v najbližji Mannheim. Dvor je ostal tam, dokler leta 1777 Karel Teodor ni postal Bavarski volilni knez in ustanovil svoj dvor v Münchnu. Leta 1742 je volilni knez Karel Teodor začel obnovo palače. Leta 1764 je strela uničila dele že obnovljenih stavb, zaradi česar je delo prekinjeno.

### 1803 do 1933
Heidelberg je v 1803 pripadel  Velikemu vojvodstvu Baden. Karel Friderik, veliki vojvoda Baden, je ponovno odprl univerzo, imenovano "Ruperto-Carola" po svojih dveh ustanoviteljih. Pomembnejši učenjaki so ji kmalu dali pomen kot "kraljevsko prebivališče razuma". V 18. stoletju je bilo mesto obnovljeno v baročnem slogu na stari srednjeveški zasnovi.
Leta 1810 je francoski revolucionar begunec grof Karel Graimberg začel vzdrževati ruševine palače in vzpostavljati zgodovinsko zbirko. Leta 1815 so avstrijski cesar, cesar Rusije in kralj Prusije v Heidelbergu oblikovali "sveto alianso". Leta 1848 je tukaj potekala nemška narodna skupščina. Leta 1849, v času Pfalz-Baden upora Marčne revolucije leta 1848, je bil Heidelberg sedež revolucionarne vojske. Upornike je porazila pruska vojska v bližini Waghaeusela. Mesto so zasedali pruski vojaki do leta 1850. 
Med letoma 1920 in 1933 je Univerza v Heidelbergu postala središče pomembnih zdravnikov (Czerny, Erb, in Krehl) in humanistov (Rohde, Weber in Gandolf).

### Nacizem in vojna
Med nacističnim obdobjem (1933 - 1945), je bil Heidelberg trdnjava NSDAP (Nacionalsocialistična nemška delavska stranka), najmočnejše stranke na volitvah pred 1933. ). Nearijsko univerzitetno osebje je bilo diskriminirano. Nearijski profesorji so bili izločeni leta 1933, v roku enega meseca po prihodu Hitlerja na oblast. Sezname tistih, ki na bi bili deportirali, so pripravili vnaprej. Do leta 1939 je bila ena tretjina učnega osebja univerze izrinjena zaradi rasnih in političnih razlogov.
Leta 1934 in 1935 so Reichsarbeitsdienst (državni delavski servis) in heidelberški študentje zgradili ogromen Thingstätte amfiteater na severni strani mesta, namenjen dogodkom nacistične stranke in SS. Nekaj mesecev kasneje je bila otvoritev velikega Ehrenfriedhof, spominskega pokopališča in zadnji projekt NSDAP v Heidelbergu. To pokopališče je na južni strani starega dela mesta, malo južneje od hriba Königstuhl. Med drugo svetovno vojno in po njej so tam pokopavali vojake Wehrmachta.
Med Kristalno nočjo 9. novembra 1938, so nacisti požgali sinagoge na dveh lokacijah v mestu. Naslednji dan so začeli sistematično deportacijo Judov v koncentracijsko taborišče Dachau. 22. oktobra 1940 so v času "dogodka Wagner Buerckel", nacisti deportirali 6000 lokalnih Judov, vključno 281 iz Heidelberga, v koncentracijskem taborišču na Camp Gurs v Franciji. V nekaj mesecih je kar 1.000 od njih (201 iz Heidelberga), umrlo od lakote in bolezni.  Med deportiranci iz Heidelberga je bil pesnik Alfred Mombert (1872-1942), ki je zapustil tabor aprila 1941 zahvaljujoč švicarskemu pesniku Hansu Reinhartu.  Od leta 1942 so bili deportiranci, ki so preživeli internacijo v Gursu prepeljani v vzhodno Evropo, kjer je bila večina od njih umorjena.
29. marca 1945 so nemške čete zapustile mesto in uničile triločni stari most. Uničen je bil tudi bolj sodoben most dolvodno. US Army (3. Infantry, 7. Army) je prišla v mesto 30. marca 1945, civilno prebivalstvo se je predalo brez odpora. 
Priljubljeno prepričanje velja, da se je Heidelberg izognil bombardiranju v drugi svetovni vojni, saj naj bi ga US Army želela uporabiti kot postojanka po vojni. Ker Heidelberg ni bil niti industrijsko središče, niti prometno vozlišče, ni predstavljal pravega cilja. Druga pomembna univerzitetna mesta kot sta Tübingen in Göttingen je bilo tudi prizaneseno bombardiranje. Letalski napadi zaveznikov so bili osredotočeni na bližnja industrijska mesta Mannheim in Ludwigshafen.
Ameriška vojska se izbrala Heidelberg kot bazo zaradi svoje odlične infrastrukture, vključno z avtocesto Heidelberg-Mannheim, ki je povezana z avtocesto Mannheim-Darmstadt-Frankfurt in naselila ameriško vojsko v Mannheimu in Frankfurtu. Nedotaknjena železniška infrastruktura je bila bolj pomembna v poznih 1940 in začetku leta 1950, ko se je večina težkega tovora še vedno prevažala z vlakom, ne s tovornjaki. Heidelberg je imel nedotaknjene Wehrmachtove vojašnice, "Grossdeutschland Kaserne", ki jih je zasedla US Army kmalu potem, in preimenovala v Campbell Barracks

### Zgodovina po 1945
Leta 1945 je bila Univerza ponovno odprta na pobudo majhne skupine profesorjev, med katerimi sta bila anti-nacistični ekonomist Alfred Weber in filozof Karl Jaspers. Kirurga Karla Heinricha Bauerja so imenovali za rektorja.
9. decembra 1945 je US Army general George S. Patton imel prometno nesrečo v sosednjem mestu Mannheimu in je umrl v bolnišnici Heidelberg 21. decembra 1945. Pogrebna slovesnost je potekala v Heidelberg-Weststadt Christuskirche, pokopan je bil na pokopališču v 3. armade v Luksemburgu. 
V povojni vojaški okupaciji je US Army uporablja Thingsstätte za kulturne in verske prireditve. Civilna uporaba se je začela v 1980-ih za občasne koncerte in druge kulturne dogodke.

## Prebivalstvo
Prebivalstvo mesta Heidelberg je preseglo 100.000 prvič v letu 1946. To je mesto z mednarodnim prebivalstvom, vključno z eno največjih ameriških skupnostih zunaj Severne Amerike. Ob koncu decembra 2011 je imelo mesto 149.633 prebivalcev z uradnim stalnim prebivališčem v Heidelbergu (ne vključuje vojakov in zaposlenih v vojski ZDA in njihovih vzdrževanih družinskih članov, skupno okoli 20.000 ljudi), kar je največ v zgodovini. 

## Znamenitosti

### Staro mesto
Staro mesto (nemško: Altstadt), na južnem bregu reke Neckar, dolgo in ozko. Nad njim dominirajo ruševine gradu, 80 m nad Neckarjem na z gozdom poraščenem hribu Königstuhl (kraljevi stol (prestol)).
- Glavna ulica (Hauptstrasse), je dober kilometer dolga peš cona, ki teče skozi staro mesto.
- Stari kamniti most, zgrajen 1786–1788. Srednjeveška mostna vrata na strani starega mesta, so bila del mestnega obzidja. Baročna streha je bila stolpoma dodana leta 1788.
- Cerkev svetega Duha (Heiliggeistkirche), je pozno gotska cerkev v starem mestu.
- Karlova vrata (Karlstor) je slavolok zgrajen v čast volilnega kneza Karla Teodorja in stoji na vzhodni strani Heidelberga. Zgrajen je bil 1775–1781, oblikoval ga je Nicolas de Pigage.
- Hiša Zum Ritter Sankt Georg (Pri vitezu Sv. Gregorju) je ena redkih ohranjenih zgradb iz obdobja devetletne vojne. Zgrajena je v pozno renesančnem slogu. Imenuje se po kipu na vrhu.
- Marstall (hlevi), zgradba iz  16. st. na Neckarju, ki je v zgodovini služila raznim namenom. Danes je univerzitetna kavarna.

### Grad Heidelberg
Grad je mešanica stilov od gotike do renesanse. Volilni knez Rupreht III. (1398-1410) je postavili prvo stavbo na notranjem dvorišču kot kraljevo prebivališče. Stavba je bila razdeljena na pritličje izdelano iz kamna in predalčnih zgornjih nadstropij. Še ena kraljevska stavba se nahaja nasproti Ruprehtove: dvorana fontan. Volilni knez Filip (1476-1508) je naročil, da so prenesli stebre dvorane iz propadle palače Karla Velikega iz Ingelheima v Heidelberg.
V 16. in 17. stoletju je volilni knez dodal dve palači in obrnil trdnjavo v grad. Dve dominantni stavbi na vzhodni in severni strani dvorišča so zgradili v času vladavine Ottheinricha (1556-1559) in Friderika IV. (1583-1610). Pod Friderikom V. (1613-1619) je bila postavljena glavna stavba na zahodni strani, tako imenovana »angleška zgradba".
Grad in njegov vrt sta bila večkrat času tridesetletne in devetletne vojne uničena. Kot volilni knez je Karl Teodor poskušal grad obnoviti, a je leta 1764 udarila strela in končal se je poskus obnove. Kasneje je bil grad zlorabljen kot kamnolom za gradnjo novih hiš v Heidelbergu. To je ustavil leta 1800 grof Charles de Graimberg, ki je nato začel proces ohranjanja gradu.
Čeprav je notranjost v gotskem slogu, Kraljeva dvorana ni bila zgrajena do 1934. Danes se dvorana uporablja za proslave, na primer večerje, bankete, plese in gledališke predstave. Grajski poletni festival Heidelberg poteka na dvorišču in je mesto za muzikale, opere, gledališke predstave in koncerte klasične glasbe, ki ga izvajajo Heidelberški filharmoniki.
Grad je obdan s parkom, kjer je nekoč hodil slavni pesnik Johann Wolfgang von Goethe. Heidelberger Bergbahn je vzpenjača, ki vozi od Kornmakt do vrha Königstuhl preko gradu.

### Pot filozofov
Na severni strani Neckarja se nahaja Heiligenberg (Sveti hrib), vzdolž katerega poteka Pot filozofov (nemško: Philosophenweg), s slikovitim razgledom na staro mestno jedro in grad. Tradicionalno naj bi filozofi Heidelberga in univerzitetni profesorji hodili in se pogovarjali po poti. Dlje na hribu leži uničen samostan svetega Mihaela iz 11. stoletja, manjši samostan svetega Štefana, ki je bil v času nacizma amfiteater in ostanki keltskega gradišča iz 4. stoletja pred našim štetjem.

### Cerkve v Heidelbergu
V Heidelbergu in njegovi okolici obstaja veliko zgodovinskih cerkva.
- Cerkev Svetega Duha je v skupni rabi katoličanov in protestantov skozi stoletja od protestantske reformacije dalje. Je eden redkih objektov ohranjenih med mnogimi vojnami v zadnjih stoletjih. Bila je obnovljena po francoskem požigu leta 1709 v času devetletne vojne. Cerkev ima ostanke grobov in nagrobnih napisov zadnjih volilnih knezov. Ta cerkev stoji v Marktplatz poleg Rotovža. Leta 1720 je Karel III. Filip, volilni knez, prišel v konflikt z mestnimi protestanti, in posledično dal cerkev Svetega Duha v izključno uporabo katoličanom. Prej je bila razdeljena s pregrado in v uporabi obeh kongregacij. Zaradi pritiska s strani večinoma protestantskih Prusije, Nizozemske in Švedske, je princ Karl III. Filip na novo razdelil cerkev in jo dal v skupno uporabo. Leta 1936 je bila odstranjena ločevalna stena. Cerkev sedaj uporabljajo izključno protestanti.
- V mestu je tudi katoliška jezuitska cerkev. Njena gradnja se je začela leta 1712. Zaključena je bila z dodatkom zvonika 1866-1872. Cerkev je tudi sedež Museum für Kunst und sakrale Liturgie (Muzej verske umetnosti).
- Najstarejša cerkev v Heidelbergu je cerkev svetega Petra (zdaj luteranska). Starost je ocenjena na približno 900 let, ni točne dokumentacije o nastanku. V poznem srednjem veku je postala univerzitetna kapela. Služi kot zadnje počivališče za okoli 150 profesorjev in volilnih knezov. Med njimi je tudi Marsilius iz Inghena, ustanovni predsednik Univerze v Heidelbergu. Za 400. rojstni dan Martina Luthra je bil leta 1883 na vzhodni strani posajen hrast.
- Reprezentativne cerkvene stavbe historicizma so bile zgrajene na začetku 20. stoletja na zahodu urejenega mesta: Evangeličanska cerkev Kristusa (1904) in katoliška cerkev sv. Bonifacija (1903).

- Cerkev Svetega Duha, Heidelberg
- Jezuitska cerkev, Heidelberg
- Cerkev sv. Petra
- Cerkev sv. Bonifacija

### Muzeji
Med najbolj uglednimi muzejih v Heidelbergu je Carl Bosch Muzej, ki prikazuje življenje in delo kemika in Nobelovega nagrajenca Carla Boscha. Potem je tu še Dokumentacijski in kulturni center nemških Sintov in Romov (Dokumentations- und Kulturzentrum Deutscher Sini und Roma), ki opisuje nacistični genocid nad Sinti in Romi. Nemški muzej pakiranja (Deutsches Verpackungsmuseum) podaja pregled o zgodovini pakiranja in zavijanja blaga, medtem ko nemški Farmacevtski muzej (Deutsches Apothekenmuseum), ki se nahaja v gradu, prikazuje zgodbo o farmaciji v Nemčiji. Kurpfälzisches Museum ponuja veliko umetniško zbirko in nekaj rimskih arheoloških artefaktov iz regije.

### Alt Heidelberg
Leta 1901 je Wilhelm Meyer-Förster napisal igro Alt Heidelberg, ki so ji sledile številne filmske prilagoditve. Bila je osnova za opereto Sigmunda Romberga iz leta 1924 Princ študent, ki jo je sam spremenil v film z istim naslovom. V glavni vlogi je igral in pel Mario Lanza.

## Pobratena mesta
Heidelberg je pobraten z:
| - Cambridge, Velika Britanija, od 1957 - Montpellier, Francija, od 1961 - Rehovot, Izrael, od 1983 - Simferopol, Ukrajina, od 1991 | - Bautzen, Saksonija, od 1991 - Kumamoto, Japonska, od 1992 - Mostar, Bosna in Hercegovina, od 2006, Glede na spletno stran Heidelberga, ni partner Mostarja! |

## Galerija
- Mostna vrata
- "Mandrill" na mostu
- Cerkev svetega Duha
- Hotel Ritter, iz 1592
- "Untere Straße" v Starem mestu
- Jezuitska cerkev
- Justitia
- Univerzitetna knjižnica
- Zapornice na reki Neckar